# 伊東伸高
伊東 伸高（いとう のぶたけ）は、日本のアニメーター、キャラクターデザイナー。

## 来歴
スタジオダブ入社後、1994年『機動武闘伝Gガンダム』第1話「G（ガンダム）ファイト開始! 地球に落ちたガンダム」で初原画。その後、フリーランスとなる。
湯浅政明監督作へは、2001年『ねこぢる草』で引き上げられた原画のヘルプに入って以降、2004年『マインド・ゲーム』に原画、2006年『ケモノヅメ』にて初キャラクターデザイン。その後、『カイバ』『四畳半神話大系』『ピンポン THE ANIMATION』でもそれぞれ、キャラクターデザイン・総作画監督を任されている。
2014年公開『ジョバンニの島』にて、映画では初となるキャラクターデザインを手がけた。
2015年、東京アニメアワード2015でアニメーター賞を受賞。

## 主な参加作品

### テレビアニメ
- 元気爆発ガンバルガー（1992年 - 1993年）動画
- 熱血最強ゴウザウラー（1993年 - 1994年）動画
- 機動戦士Vガンダム（1993年 - 1994年）動画
- 機動武闘伝Gガンダム（1994年 - 1995年）原画(#1,3,7,11,14,18,22,25,29,32,35,38,41,44,47)
- 覇王大系リューナイト（1994年 - 1995年）原画(#4,9,14,20,26,31,37,39,47)
- 赤ずきんチャチャ（1994年 - 1995年）原画(#39,52,69)
- 新機動戦記ガンダムW（1995年）原画(#1)
- 鬼神童子ZENKI（1995年）原画(#24,30,37)
- マクロス7（1994年 - 1995年）原画(#36,42)
- ナースエンジェルりりかSOS（1995年）原画(#2)
- NINKU -忍空-（1995年 - 1996年）原画(#44,48,50,54,55)
- 新世紀エヴァンゲリオン（1996年）原画(#23)
- 魔法少女プリティサミー（1996年 - 1997年）原画(OP,#2,12,20,26)
- ルパン三世 ワルサーP38（1997年）原画
- バトルアスリーテス大運動会（1997年 - 1998年）作画監督(#1,10)、作画監督補佐(#6)、原画(OP,#6,10,20,26)
- 少女革命ウテナ（1997年）原画(#38)
- アキハバラ電脳組（1998年）原画(OP)
- プリンセスナイン 如月女子高野球部（1998年）原画(OP)
- ブレンパワード（1998年）原画(#1,6)
- センチメンタルジャーニー（1998年）原画(OP,#8,11)
- ロードス島戦記-英雄騎士伝-（1998年）原画(#8)
- SHADOW SKILL -影技-（1998年）原画(OP)
- 彼氏彼女の事情（1998年-1999年）作画監督/原画(#10)、作画(OP)
- バブルガムクライシス TOKYO 2040（1998年）原画(OP)
- ジェネレイターガウル（1998年）作画監督(#5,12)、原画(#3,5,12)
- イケてる2人（1999年）原画(OP)
- アークザラッド（1999年）作画(OP)
- 宇宙海賊ミトの大冒険（1999年）作画監督(#12)
- それゆけ!宇宙戦艦ヤマモト・ヨーコ（1999年）絵コンテ/演出/作画監督/原画(#17)、作画監督(#20)、原画(OP)
- デュアル!ぱられルンルン物語（1999年）原画(OP)
- 星方天使エンジェルリンクス（1999年）原画(OP,#4,10)
- カウボーイビバップ（1999年）原画(#26)
- カードキャプターさくら（1999年）原画(#42)
- 宇宙海賊ミトの大冒険 2人の女王様（1999年）原画(#9)
- 天使になるもんっ!（1999年）原画(#26)
- 地球防衛企業ダイ・ガード（1999年）絵コンテ/作画監督/原画(#22)、原画(#2,26)
- へっぽこ実験アニメーション エクセル・サーガ（1999年）原画(OP)
- おジャ魔女どれみ（1999年 - 2000年）原画(#35,45)
- 機巧奇傳ヒヲウ戦記（2000年）絵コンテ/作画監督(#10)
- おジャ魔女どれみドッカ〜ン!（2002年）原画(#40)
- 明日のナージャ（2003年 - 2004年）原画(ED)
- サムライチャンプルー（2004年）作画監督(#9,14,21)、原画(#14,18,21,23,25,26)、作画協力(#17)
- ケモノヅメ（2006年）キャラクターデザイン、総作画監督、作画監督、原画
- のだめカンタービレ（2007年）原画(OP)
- 電脳コイル（2007年）作画監督(#3)、原画(#2,3,8)
- カイバ（2008年）キャラクターデザイン、総作画監督、作画監督、原画
- ミチコとハッチン（2008年）作画監督(ED)
- 四畳半神話大系（2010年）キャラクターデザイン、総作画監督、作画監督、原画
- パンティ&ストッキングwithガーターベルト（2010年）演出/作画監督/原画(#18)
- フラクタル（2011年）作画監督/原画(#7)
- 坂道のアポロン（2012年）原画(#7)
- ピンポン THE ANIMATION（2014年）キャラクターデザイン、総作画監督、作画監督、原画
- 機動戦士ガンダムUC RE：0096（2016年）作画監督（#1）
- Cutie Honey Universe（2018年）原画（OP）
- 映像研には手を出すな!（2020年）絵コンテ（#12）

### 劇場アニメ
- 機動戦艦ナデシコ -The prince of darkness-（1998年）原画
- スレイヤーズごぅじゃす（1998年）原画
- 少女革命ウテナ アドゥレセンス黙示録（1999年）原画
- デジモンアドベンチャー ぼくらのウォーゲーム!（2000年）原画
- エスカフローネ（2000年）原画
- 劇場版おジャ魔女どれみ#（2000年）原画
- デジモンアドベンチャー02（2000年）作画監督補佐
- ああっ女神さまっ（2000年）原画
- パルムの樹（2002年）原画
- イノセンス（2004年）原画
- ドラえもん のび太のワンニャン時空伝（2004年）原画
- スチームボーイ（2004年）原画
- マインド・ゲーム（2004年）原画
- ONE PIECE THE MOVIE オマツリ男爵と秘密の島（2005年）原画
- ガラクタの町（2006年）監督
- クレヨンしんちゃん 嵐を呼ぶ 歌うケツだけ爆弾!（2007年）原画
- Genius Party 〈ジーニアス・パーティ〉 オムニバス作品『夢みるキカイ』（2007年）原画
- 映画ドラえもん のび太と緑の巨人伝（2008年）原画
- 映画ドラえもん 新・のび太の宇宙開拓史（2009年）原画
- サマーウォーズ（2009年）原画
- カラフル（2010年）原画
- ドラえもん 新・のび太と鉄人兵団 〜はばたけ 天使たち〜（2011年）原画
- おおかみこどもの雨と雪（2012年）原画
- ジョバンニの島（2014年）キャラクターデザイン、絵コンテ、作画監督、原画
- 屍者の帝国（2015年）原画
- 夜は短し歩けよ乙女（2017年）キャラクターデザイン、総作画監督
- 夜明け告げるルーのうた（2017年）キャラクターデザイン、作画監督[4]
- ポノック短編劇場 ちいさな英雄－カニとタマゴと透明人間－「サムライエッグ」（2018年）原画
- 劇場版 フリクリ プログレ「フルプラ」（2018年）Digital Animator
- 機動戦士ガンダム THE ORGIN 前夜 赤い彗星（2019年）原画
- バースデー・ワンダーランド（2019年）原画
- きみと、波にのれたら（2019年）第一原画
- 機動戦士ガンダム 閃光のハサウェイ（2021年）原画
- 犬王（2022年）キャラクターデザイン、作画監督
- デッドデッドデーモンズデデデデデストラクション（2024年）キャラクターデザイン、総作画監督

### OVA
- 絶対無敵ライジンオー（1991年 - 1992年）動画
- ソニック・ザ・ヘッジホッグ (OVA) (1996年) 原画
- 機動戦士ガンダム 第08MS小隊（1996年 - 1999年）原画(#2,4,6,8,10,11)
- ぼくのマリー（1996年）原画(#2,3)
- KEY THE METAL IDOL（1996年）原画(#13)
- AIKa（1997年-1999年）原画
- 超機動伝説ダイナギガ（1998年）原画(OP)
- てなもんやボイジャーズ（1999年）原画(#3)
- ねこぢる草（2001年）原画
- エグザムライ 序章（2007年）キャラクターデザイン、アクションパート作画監督、原画
- エグザムライ -六本木地獄城の章-（2008年）キャラクターデザイン
- 機動戦士ガンダムUC（2010年）作画監督・原画
- まりもの花 〜最強武闘派小学生伝説〜（2012年）原画
- 翠星のガルガンティア 〜めぐる航路、遥か〜（2014年）原画（前編）

### Webアニメ
- 日本アニメ（ーター）見本市 「三本の証言者」（2015年）原画